# La Señal (novela)
La señal es una novela del género de thriller ciencia ficción, escrita por Ángel Gutiérrez y David Zurdo, fue expedido por primera vez en octubre del año 2008 por la editorial Literary Agent S.L con éxito. 

## Argumento

### Argumento Inicial
La novela entera está basada en una conferencia dada por el profesor Roger Nelson de la Universidad de Princeton, la llamada Conciencia Global. Según esta idea, todos los humanos comparten una conciencia solo detectable por la máquinas cuando algún suceso terrible, que puede acabar con la vida de millones de personas ocurrirá. Para ello, una subsección del F.B.I llamada Lakesis, como la diosa griega que regia el destino de todos los hombres. Esta subsección, liderada por Cíclope, un excombatiente de la guerra del Vietnam, ha logrado diseñar programas para detectar cuando una de esas catástrofes va a ocurrir, a eso lo llaman una señal, han diseñado programas para detectar el cuándo y el dónde de esa señal, pero tienen que descubrir el qué.

### Argumento Completo
Ian Moone, un matemático que trabaja en Princeton, esta en un proyecto para el gobierno. Desarrolla un peligroso e indetectable virus informático, Janus como el dios romano de dos caras que protegía las puertas de las ciudades, represantando el comienzo y el final de todas las cosas, capaz de desactivar cualquier tipo de red o de provocar cualquier catástrofe si aquel que lo controla lo desea.
En los laboratorios de Lakesis se detecta una señal, la más grande jamás detectada hasta ahora, saben que ocurrirá en un pequeño pueblo del condado de Vermont trece minutos después de año nuevo, pero no pueden saber qué ocurrirá.
Ian Moone, empieza a sospechar para que quiere el gobierno el poder de Janus y decide que no puede entregarlo, en su lugar le da a su superior militar un virus totalmente falso con la intención de desaparecer del mapa. Por desgracia, el gobierno de los Estados Unidos no puede permitirlo, manda a liminar a Moone para silenciarle. Pero el asesino fracasa, mata a la esposa embarazada de Moone, Gloria y éste, aunque herido, consigue escapar y empieza una huida hacía Canadá que lo acabará llevando a Vermont, el lugar donde ocurre la Señal. Antes de iniciar su huida, al enterarse de la muerte de su esposa, Ian Moone condena al planeta a la extinción poniendo en marcha Janus, que detendrá toda la red de suministros y comunicaciones provocando un colapso y destrozando a la demasiaso dependiente humanidad.
Desde el laboratorio de Lakesis ya se han puesto en movimiento, y la agente de campo del F.B.I Maia Kensington, hija de Cíclope se pone en camino para intentar salvar a la humanidad. Tiene un accidente en la carretera antes de llegar al pueblo, pues una de las mayores tormentas de la historia está a punto de desarrollarse sobre Vermont, Ian Moone, bajo el nombre de Jack Griffin, más conocido como el Hombre Invisible, la lleva al pueblo e intenta seguir su ruta, aunque en vano.
Acaba recorriendo el pueblo con Maia, intentando detener esa Señal que sabe que es suya.
- Datos: Q5965241